# Ким Хен Су
Ким Хен Су, другой вариант — Ким Хен-Су (14 июня 1921 года, деревня Кореди, Ольгинский уезд, Приморская область, Дальневосточная республика — 10 ноября 1989 года, село Суранкент, Юкарычирчикский район, Ташкентская область) — звеньевой колхоза имени Свердлова Верхне-Чирчикского района Ташкентской области, Узбекская ССР. Герой Социалистического Труда (1951).

## Биография
Родился в 1921 году в крестьянской семье в деревне Кореди Ольгинского уезда.
Окончил 9 классов средней школы. В 1937 году депортирован на спецпоселение в Ташкентскую область Узбекской ССР. С 1943 года — рабочий ГЭС «Кадырья». С 1945 года трудился рядовым колхозником, звеньевым колхоза имени Свердлова Верхне-Чирчикского района.
В 1950 году звено Ким Хен Су собрало в среднем с каждого гектара по 90,7 центнеров зеленцового стебля кенафа на участке площадью 9 гектаров. Указом Президиума Верховного Совета СССР от 22 мая 1951 года удостоен звания Героя Социалистического Труда «за получение в 1950 году высоких урожаев зеленцового стебля кенафа на поливных землях при выполнении колхозом обязательных поставок и контрактации по всем видам сельскохозяйственной продукции, натуроплаты за работу МТС в 1950 году и обеспеченности семенами всех культур в размере полной потребности для весеннего сева 1951 года» с вручением ордена Ленина и золотой медали «Серп и Молот».
С 1951 по 1955 года обучался в Ташкентском сельскохозяйственном техникуме. С 1953 года — член ВКП(б). С 1955 года — рядовой колхозник, помощник бригадира, бригадир плодоовощной бригады, заведующий клубом, садовник, агроном-энтомолог, агроном-семеновод, экономист колхоза имени Свердлова Верхне-Чирчикского района. В 1970 году окончил заочное отделение Ташкентского сельскохозяйственного института.
В 1975 году вышел на пенсию. Пенсионер союзного значения. Будучи пенсионером, некоторое время трудился заведующим тепличного хозяйства совхоза имени Свердлова Верхне-Чирчикского района (1982—1983).
Проживал в городе Нариманов (Бектемир, с 1990 года — в составе Ташкента как Бектемирский район).
Скончался в ноябре 1989 года в селе Суранкент Юкарычикского района. Похоронен на кладбище бывшего колхоза имени Свердлова Юкарычирчикского района.
Награды
- Герой Социалистического Труда
- Орден Ленина
- Медаль «За доблестный труд в Великой Отечественной войне 1941—1945 гг.» (06.06.1945)